# Вписанный кандидат
Вписанный кандидат — кандидат на какую-либо выборную должность, кандидатура которого на выборных бюллетенях официально не указывается, однако может быть вписана избирателем в бюллетень в ходе голосования. Такой кандидат может победить на голосовании, набрав достаточное количество голосов, отданных этому вписанному кандидату, которое подсчитывается аналогично голосам, отданным за кандидатов, перечисленных в бюллетенях. 
В США эта практика имеет широкое распространение и обычно регламентируется местными законами (или законами отдельных штатов); в таком случае в избирательном бюллетене может быть специально предусмотрена строка (строки) для этой цели. В некоторых штатах США и местных правлениях голосующему на выборах можно приклеить наклейку с именем вписанного кандидата в бюллетень вместо  того чтобы записать имя кандидата. Вписанные кандидаты часто не имеют законного или процедурного права участвовать в выборах под своим именем или от партии. Также вписывание кандидатур может быть разрешено в тех случаях, когда действующий кандидат не может быть официально выдвинут или быть включенным в избирательный бюллетень для переизбрания  из-за ограничения срока полномочий. В некоторых случаях были организованы кампании по вписыванию кандидатов, для поддержки кандидата, который лично не участвует в кампании; это может быть формой проекта кампании.  
Иногда вписанные кандидаты побеждают на выборах. Кроме этого протестующие часто вписывают в бюллетени вымышленных персонажей, либо людей, которые не могут быть избраны. Законы некоторых областей требуют от вписанных кандидатов регистрироваться перед выборами также как и официальные кандидаты. Это обычная мера на выборах с участием большого количества кандидатов, поскольку у разных людей может быть одно и то же имя и фамилия. Тем не менее, в некоторых случаях, количество голосов, отданных за вписанных кандидатов,  оказывается больше, чем голосов, необходимых для победы на выборах, чего оказывается достаточным, чтобы склонить чашу весов и изменить результат выборов путем создания эффект спойлера.
Во многих штатах и муниципалитетах США вписанные кандидаты могут участвовать в первичных выборах от партий (праймериз), это имеет такой же эффект как и петиции о выдвижении кандидатов. Например если в бюллетенях для голосования на общем собрании штата нет членов Партии реформ, и кандидат получает более 200 вписанных голосов на первичных выборах (или другое количество подписей, которое требовалось для доступа к бюллетеням), кандидат будет помещен в бюллетень для голосования на всеобщих выборах. В большинстве случаев это положение действует и в отношении беспартийных выборов. 
Голосование по вписанным кандидатам иногда используется на референдуме с множественным выбором, например на референдуме 1982 года об определении статуса Гуама. 